# Berliner Christopher Street Day
Der Berliner Christopher Street Day (auch: CSD Berlin, Berlin Pride) ist eine in Berlin jährlich durchgeführte Demonstration für die Rechte von Lesben, Schwulen,   Bisexuellen,  Transgender, Intersexuellen und queeren Menschen.
Der CSD Berlin ist einer der größten Straßenumzüge in Berlin und gilt als einer der größten seiner Art in Europa.
Seit 2013 hat der CSD Berlin wieder eine feste Route. Diese startet am Kurfürstendamm Ecke  Joachimsthaler Straße. Von dort führt die rund 5,5 km lange Paradestrecke über den Breitscheidplatz und den Wittenbergplatz zum Nollendorfplatz, wo sie links in Richtung Lützowplatz abknickt. Daran anschließend geht es weiter über die Klingelhöferstraße und die Hofjägerallee vorbei an der Siegessäule und über die Straße des 17. Juni zum Brandenburger Tor, wo die Abschlusskundgebung stattfindet.

## Geschichte
Der erste Berliner CSD fand am 30. Juni 1979 in West-Berlin unter dem Motto „Mach dein Schwulsein öffentlich!“ und als Frauen „Lesben erhebt euch und die Welt erlebt euch!“ statt. 400 Personen nahmen daran teil. Parallel hierzu marschierte von 1998 bis 2016 der Transgeniale CSD. Um das Ereignis herum findet in der Pride Week auch das Lesbisch-schwule Stadtfest und fand die Gay Night at the Zoo  im Zoologischen Garten statt (zuletzt 2020).
Im Juni 2010 distanzierte sich die US-amerikanische Philosophin Judith Butler von den Organisatoren der CSD-Parade in Berlin, indem sie öffentlich die Annahme des Zivilcouragepreises verweigerte. In ihrer Rede beklagte Butler die Kommerzialisierung der CSD-Parade, aber auch die Ignoranz gegenüber Rassismus und doppelter Diskriminierung von homosexuellen und transsexuellen Migranten.

## Mottos und Teilnehmerzahlen
In den Anfangsjahren war der Berliner CSD eine relativ kleine Veranstaltung. Von 400 Teilnehmern im Jahr 1979 wuchs die Zahl in den 1980er Jahren langsam auf 5000 Personen (1989) an. Erst ab Mitte der 1990er Jahre gab sich der Berliner CSD jährlich ein Leitmotto. Mittlerweile ist der CSD eine der größten regelmäßigen Veranstaltungen in Berlin mit mehreren hunderttausend Besuchern und Demonstranten.
2025 veranstaltete der Verein zum ersten Mal in seiner Geschichte einen Winter-CSD aufgrund der vorgezogenen Bundestagswahlen. Unter dem Motto: „Es ist 5 vor 12 – Wähl Liebe, solange du noch kannst“ gingen am 15. Februar 2025 bei kalten Temperaturen knapp 15.000 Menschen auf die Straße um gegen einen drohenden Rechtsruck in der Regierung zu protestieren.
Die Teilnehmerzahlen und Mottos ab 1990:
| Jahr | Teilnehmer                       | Wagen | Motto                                                         |
| ---- | -------------------------------- | ----- | ------------------------------------------------------------- |
| 1990 | 015.000                          | ?     |                                                               |
| 1991 | 010.000                          | ?     |                                                               |
| 1992 | 025.000                          | ?     |                                                               |
| 1993 | 030.000                          | ?     | Vielfalt und Schwesterlichkeit, Solidarität über alle Grenzen |
| 1994 | 035.000                          | ?     | We are familiy!                                               |
| 1995 | 040.000                          | ?     |                                                               |
| 1996 | 050.000                          | 60    | (Kein dezidiertes Motto, lief nur unter „CSD ’96“)            |
| 1997 | 120.000                          | ?     | Andersrum muss gerechnet werden                               |
| 1998 | 300.000                          | ?     | Für eine andere Politik – wir fordern gleiche Rechte          |
| 1999 | 350.000                          | 78    | Dreißig Jahre Stonewall                                       |
| 2000 | 500.000                          | 81    | Unsere Vielfalt zieht an                                      |
| 2001 | 500.000                          | 89    | Berlin stellt sich qu(e)er gegen rechts                       |
| 2002 | 550.000                          | 89    | Wir machen Berlin anders! Weltoffen, tolerant queer!          |
| 2003 | 600.000                          | 59    | Akzeptanz statt Toleranz                                      |
| 2004 | 450.000                          | 71    | Homokulturell – Multisexuell – Heterogen!                     |
| 2005 | 400.000                          | 58    | Unser Europa gestalten wir!                                   |
| 2006 | 450.000                          | 52    | Verschiedenheit und Recht und Freiheit                        |
| 2007 | 450.000                          | 66    | Vielfalt sucht Arbeit                                         |
| 2008 | 500.000                          | 48    | Hass du was dagegen?                                          |
| 2009 | 550.000                          | 51    | Stück für Stück ins Homo-Glück – Alle Rechte für alle!        |
| 2010 | 600.000                          | 52    | Normal ist anders!                                            |
| 2011 | 700.000                          | 52    | Fairplay für Vielfalt!                                        |
| 2012 | 700.000                          | 46    | Wissen schafft Akzeptanz                                      |
| 2013 | 750.000                          | 50    | Schluss mit Sonntagsreden! Demonstrieren! Wählen! Verändern!  |
| 2014 | 500.000                          | 29    | LGBTI-Rechte sind Menschenrechte                              |
| 2015 | 750.000                          | 55    | Wir sind alle anders. Wir sind alle gleich.                   |
| 2016 | 500.000                          | 51    | Anders. Leben!                                                |
| 2017 | 400.000                          | 58    | Mehr von uns – jede Stimme gegen Rechts                       |
| 2018 | Hunderttausende                  | 59    | Mein Körper, meine Identität, mein Leben!                     |
| 2019 | 1.000.000                        | 83    | Stonewall 50 – Every riot starts with your voice              |
| 2021 | 065.000                          | N/A   | Save our Community – save our pride                           |
| 2022 | 350.000–600.000                  | 96    | United in Love! Gegen Hass, Krieg und Diskriminierung         |
| 2023 | 350.000–600.000                  | N/A   | Be their voice – and ours! für mehr Empathie und Solidarität! |
| 2024 | 250.000                          | 75    | Nur gemeinsam stark – für Demokratie und Vielfalt             |
| 2025 | Hunderttausende / bis zu 500.000 | 81    | Nie wieder still!                                             |

Bilder von verschiedenen Veranstaltungen
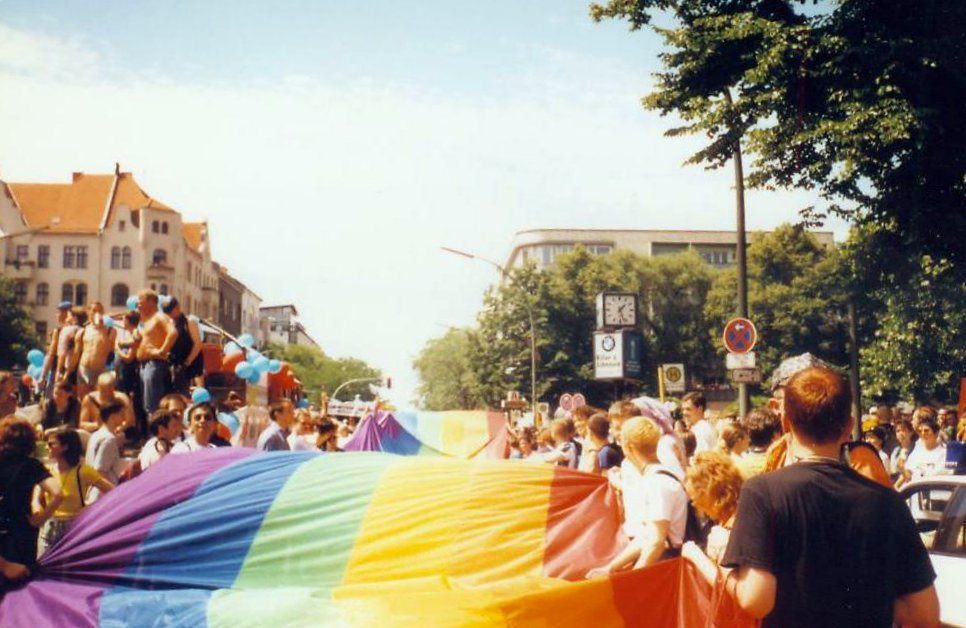
CSD 1997
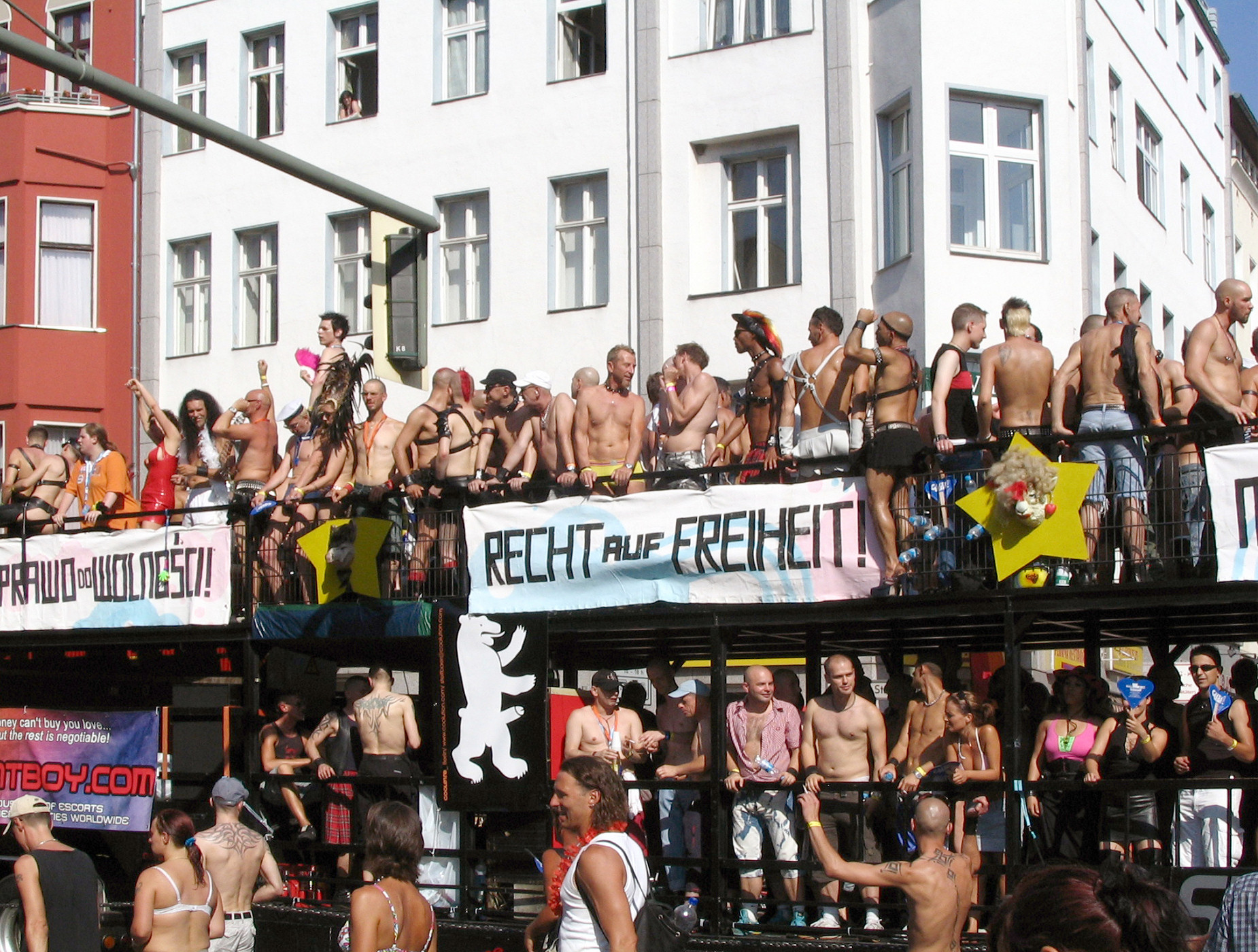
Berlin 2006
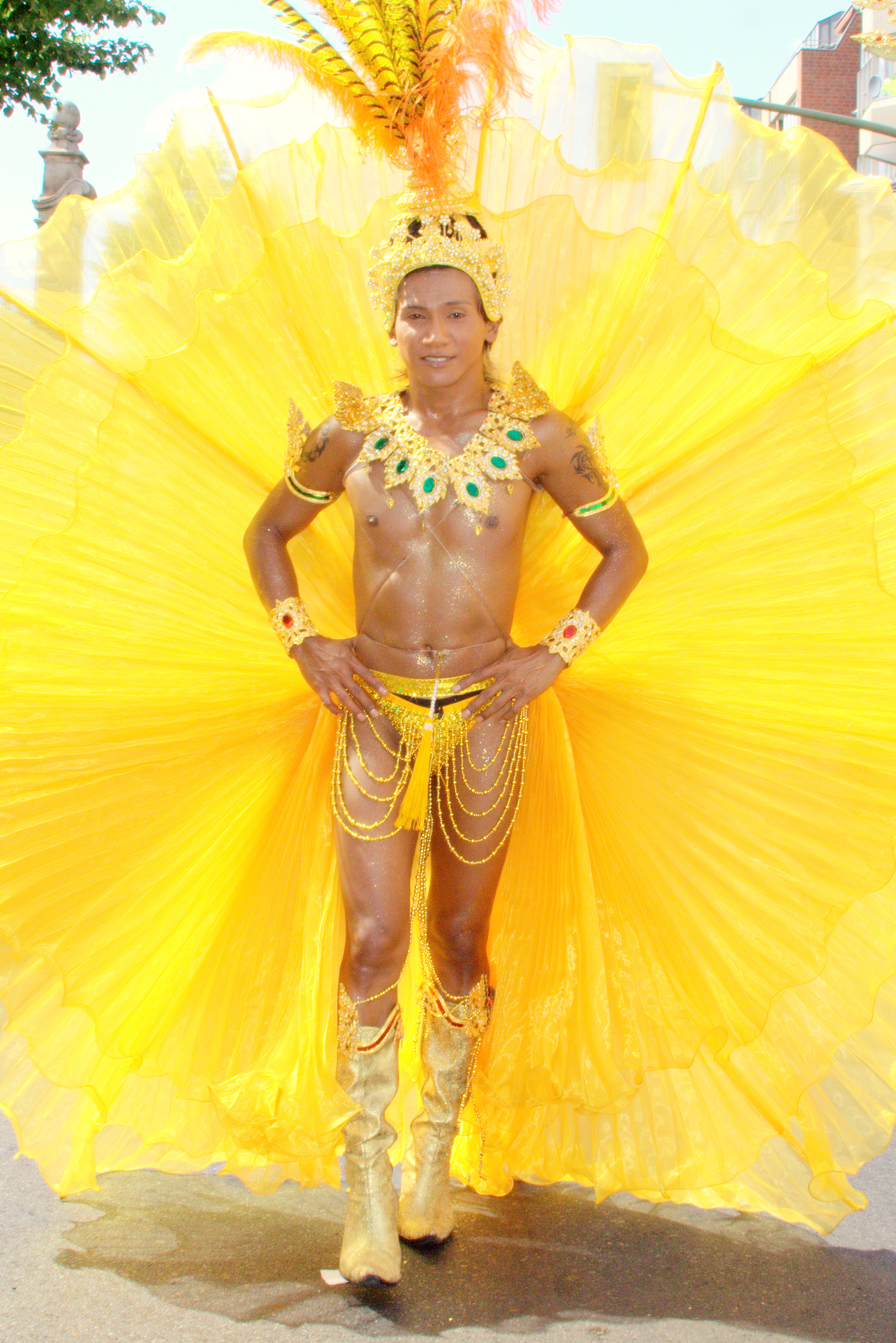
CSD 2006
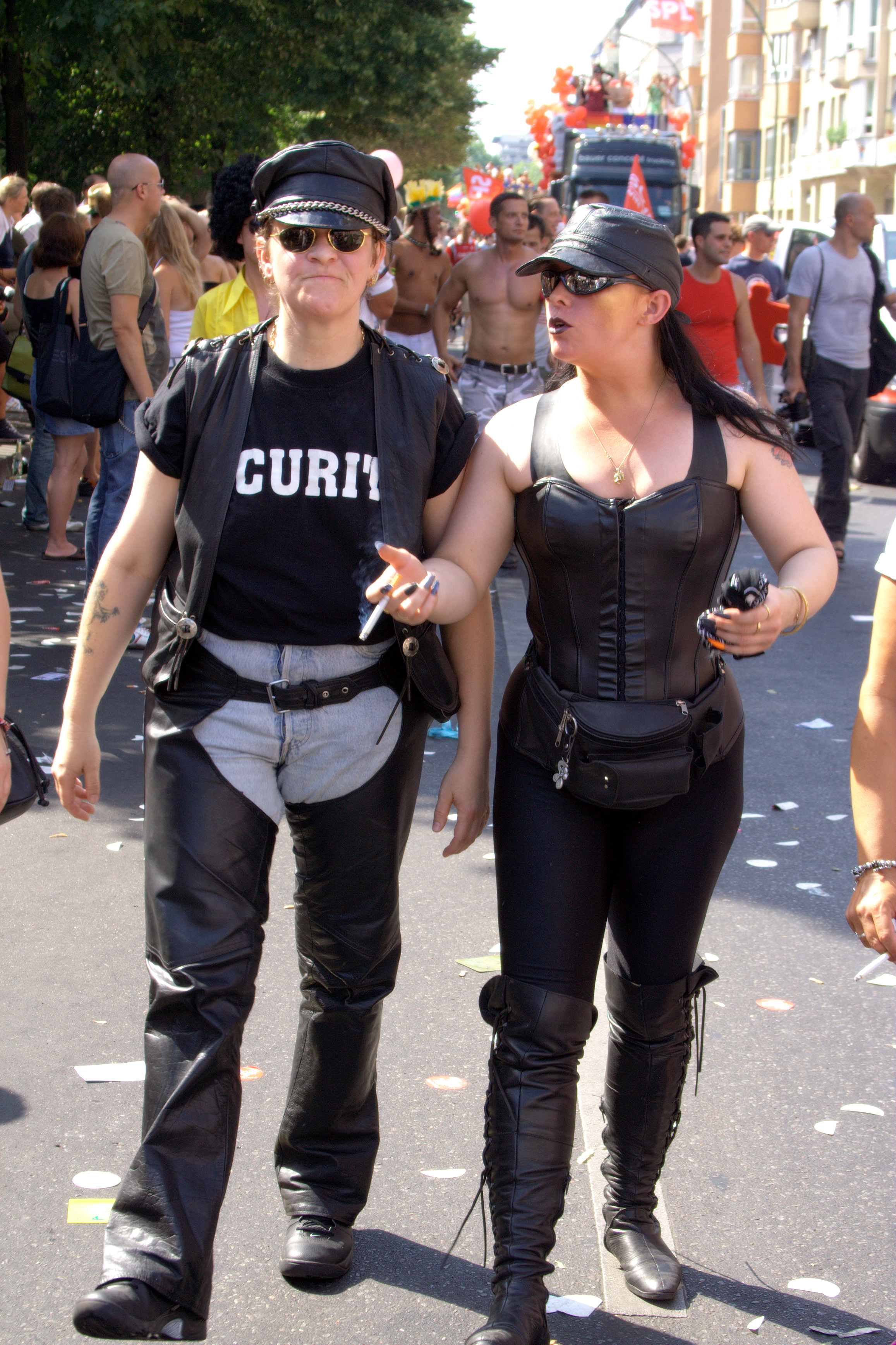
CSD 2006
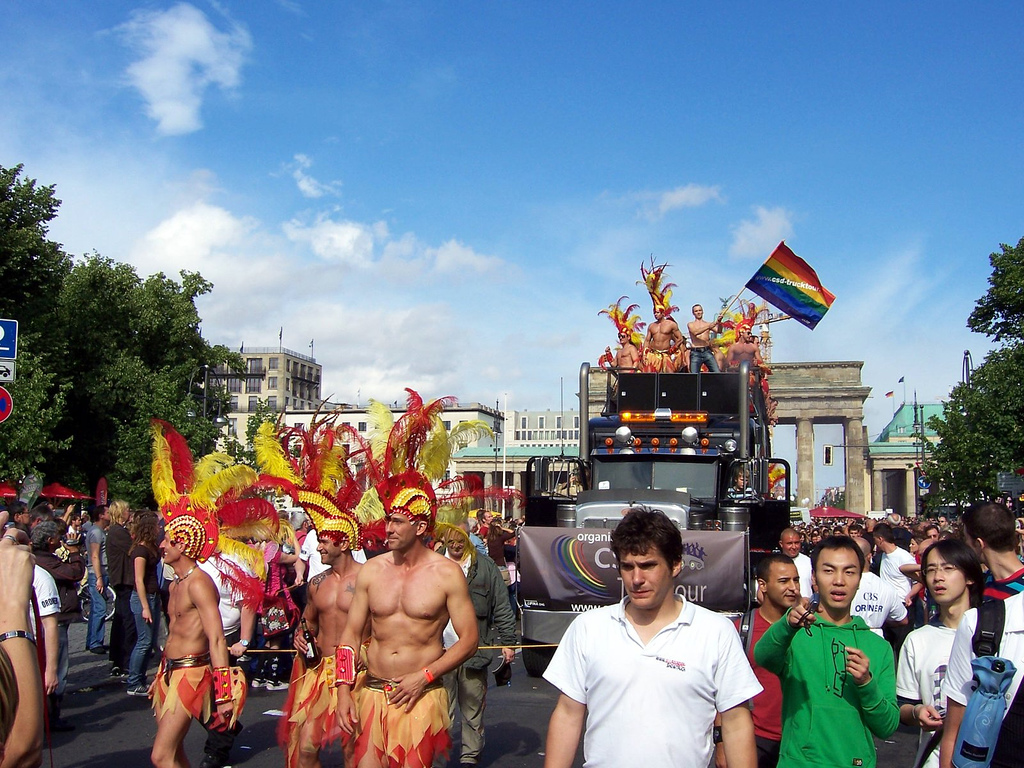
CSD 2007
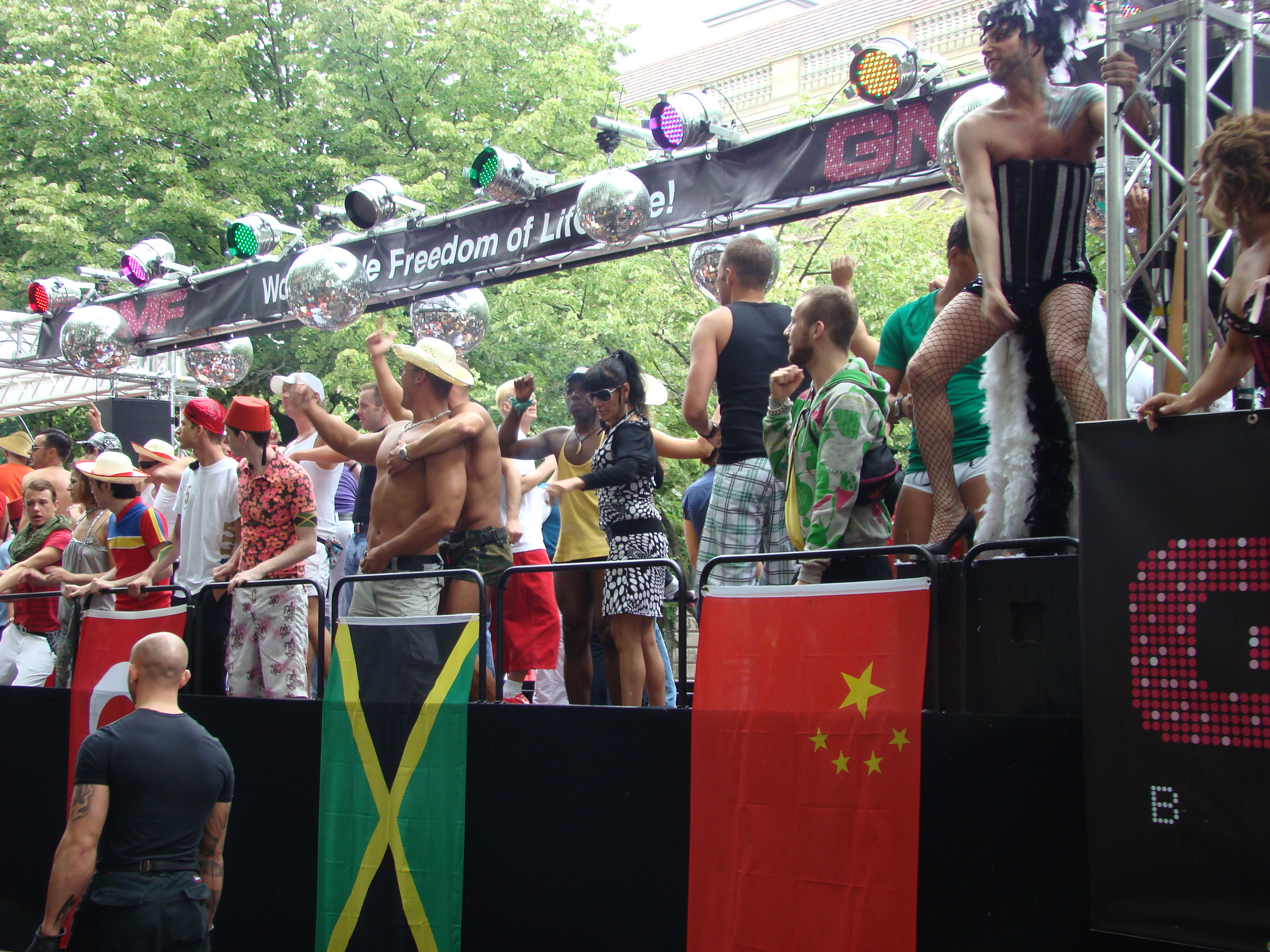
CSD 2008
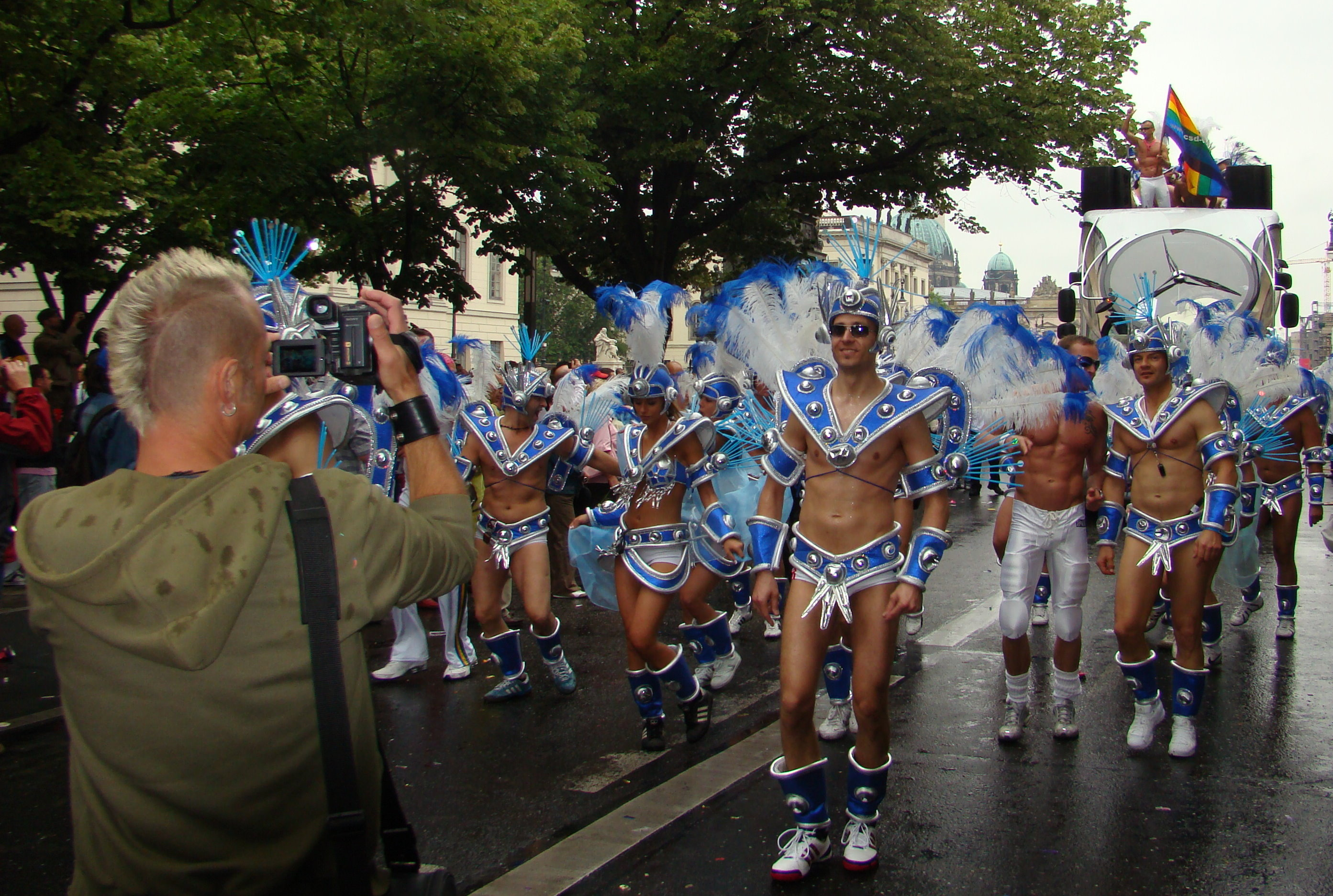
CSD 2008
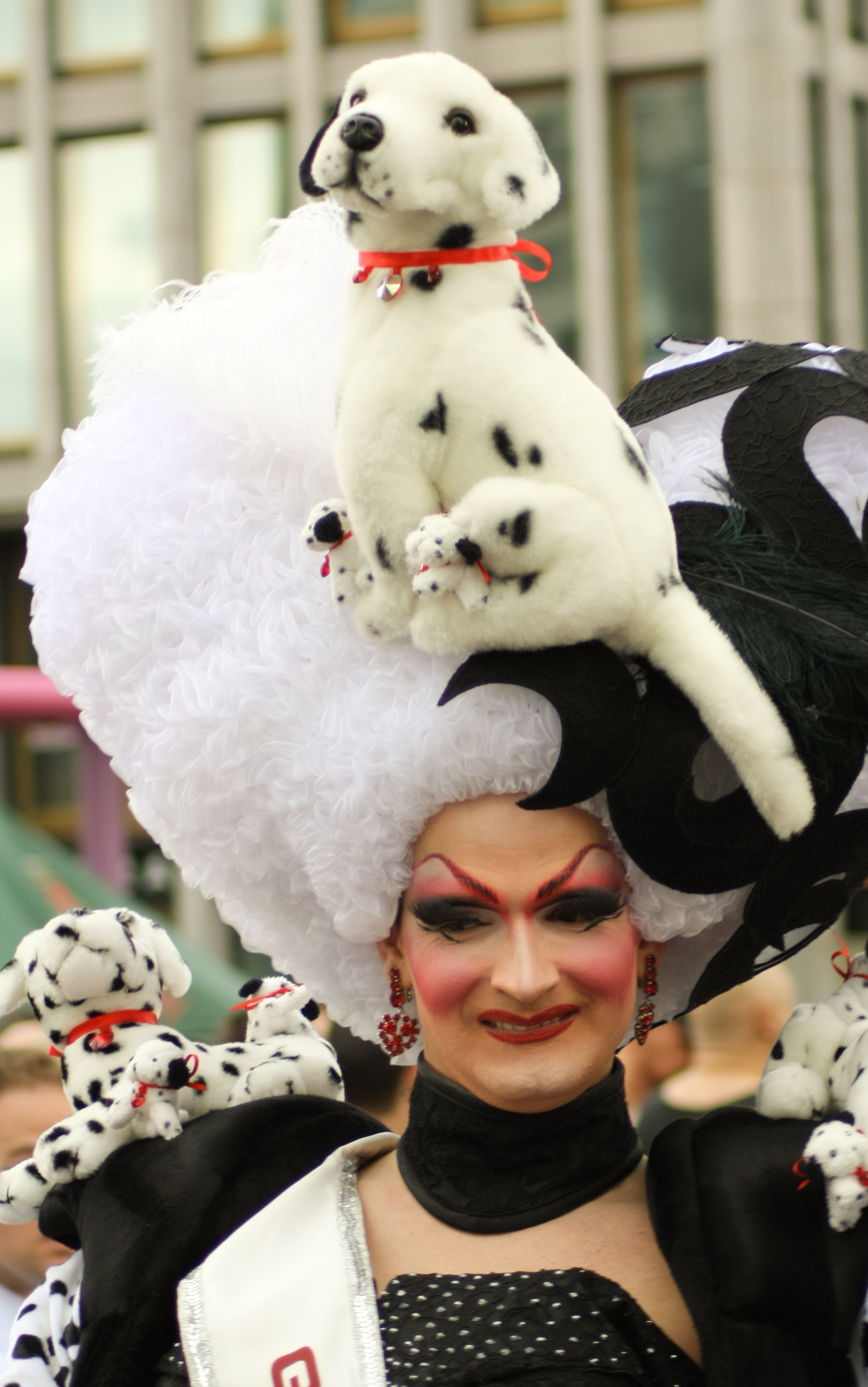
CSD 2012
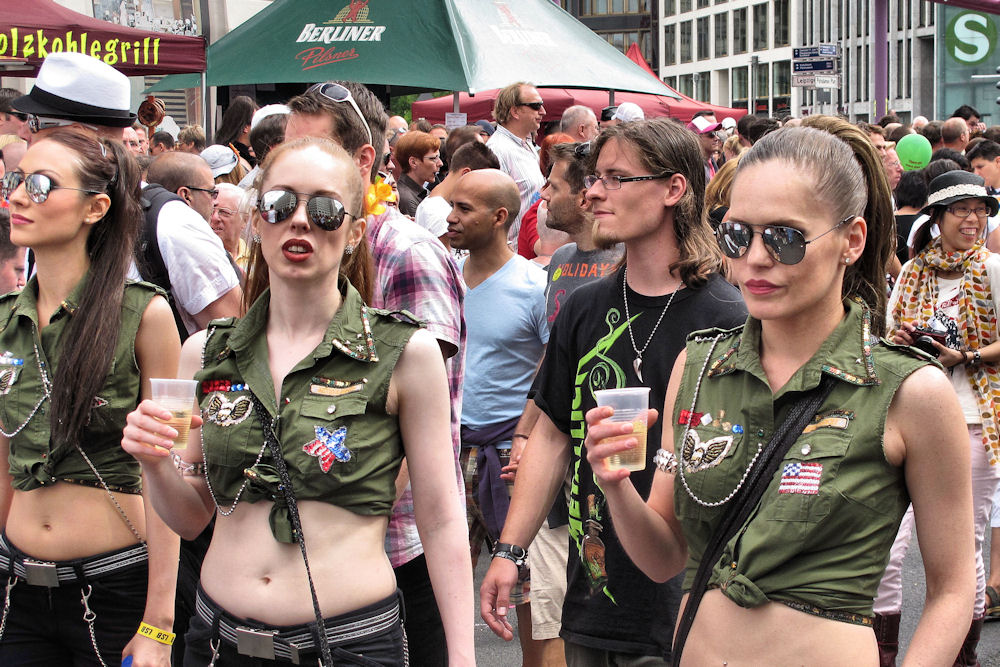
CSD 2012
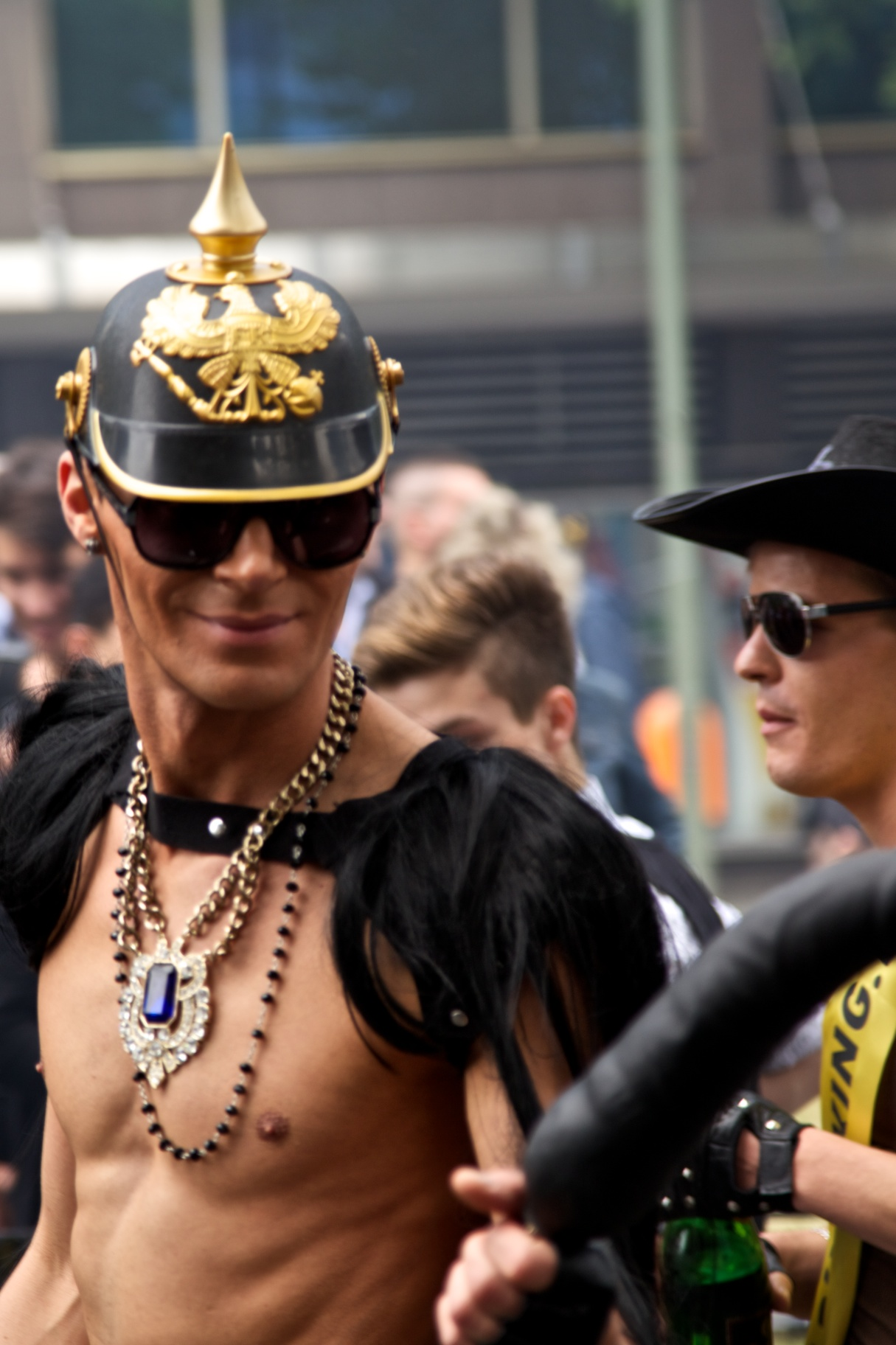
CSD 2014